# 환경과 경제에 관한 원탁회의
환경과 경제에 관한 원탁회의(National Round Table on the Environment and the Economy, NRTEE 또는 Round table)는 브룬틀란 보고서에서 시작된 것으로 지속 가능한 발전에 관련된 개념과 시행 가능한 대안을 창조하는 한편 다양하지만 충돌하는 가치를 논의하고자 1988년 시잭됐다. 원탁회의는 캐나다에서 시작한 것으로 천연자원을 미래 세대에서도 타국에서 수입하지 않고 혹은 전략적 안보 개념을 잃지 않고 공존할 수 있는 캐나다의 부요함을 이어갈 수 있는 방법에 집중했다. 보수파 총리인 스티븐 하퍼가 재정지원을 중단하면서 2013년 3월부로 활동이 끝났다.

## 개관
원탁회의는 캐나다 정부 산하의 독립적인 정책자문위원회였으며 그 목표는 산하 정부기관 및 캐나다인에게 지속 가능한 발전에 대해 의식 제고를 꾀하기 위함이었다.
25년 넘는 시간동안 삼림, 인프라, 에너지, 물, 공기, 기후 변화 등 범분야에 걸친 우선 순위 관련 보고서를 수십건 이상 편찬했고 정부차원에서 경제 성장과 환경보존 등 충돌하기 쉬운 가치에 대해 통합적으로 접근할 수 있는 최선책에 대해 조언했다.
위원회는 각 분야의 여러 전문가와 지도자 수백명이 참가했으며 연방 정부가 기업, 대학, 환경, 노동, 대중 정책, 커뮤니티 개발 등 여러 분야에서 선정했다.

## 출판물
- "Building a Sustainable Future: The Legacy of Canada's National Round Table on the Environment and the Economy."
- "Reflections from Past Leaders of the NRTEE."
- "Reality Check: The State of Climate Progress in Canada."
- "Framing the Future: Embracing the Low-Carbon Economy."
- "Facing the Elements : Building Business Resilience in a Changing Climate."
- "Parallel Paths: Canada-U.S. Climate Policy Choices."
- "Paying The Price: The Economic Impacts Of Climate Change For Canada."
- "Degrees of Change: Climate Warming and the Stakes for Canada."
- "Measuring Up: Benchmarking Canada’s Competitiveness in a Low-Carbon World."[깨진 링크(과거 내용 찾기)]
- "Changing Currents: Water Sustainability and the Future of Canada’s Natural Resource Sectors."[깨진 링크(과거 내용 찾기)]
- "Charting a Course: Sustainable Water Use by Canada’s Natural Resource Sectors."
- "True North: Adapting Infrastructure to Climate Change in Northern Canada."[깨진 링크(과거 내용 찾기)]
- "Achieving 2050: A Carbon Pricing Policy for Canada."[깨진 링크(과거 내용 찾기)]
- "Geared for Change: Energy Efficiency in Canada’s Commercial Building Sector."[깨진 링크(과거 내용 찾기)]
- "Capital Markets and Sustainability: Investing in a sustainable future."[깨진 링크(과거 내용 찾기)]
- "Boreal Futures: Governance, Conservation and Development in Canada's Boreal."[깨진 링크(과거 내용 찾기)]
- "Securing Canada's Natural Capital: A Vision for Nature Conservation in the 21st Century."
- "Environmental Quality in Canadian Cities: The Federal Role."
- "Environment and Sustainable Development Indicators for Canada."[깨진 링크(과거 내용 찾기)]
- "Cleaning up the Past, Building the Future: A National Brownfield Redevelopment Strategy for Canada."[깨진 링크(과거 내용 찾기)]
- All publications